# Гренандер, Альфред
Альфред Фредерик Элиас Грена́ндер (швед. Alfred Frederik Elias Grenander; 26 июня 1863, Шёвде — 14 июля 1931, Берлин) — шведский архитектор, работавший преимущественно в Берлине и сыгравший существенную роль в его превращении в начале XX века в город международного значения. Приверженец архитектурного модернизма. Старший брат фигуриста Хеннинга Гренандера.

## Биография
Альфред Гренандер провёл юность в Стокгольме и в 1881 году поступил обучаться архитектуре в Стокгольмский политехнический институт. В 1885 году Гренандер перевёлся в Шарлоттенбургскую высшую техническую школу, где учился, в частности, у Якобсталя. По окончании учёбы в 1890 году работал в конторе Пауля Валлота, возводившего Рейхстаг, а затем работал проектировщиком открывшегося в 1902 году берлинской надземной и подземной железной дороги.
Гренандер работал в архитектурных бюро Альфреда Месселя, Вильгельма Мартенса и Пауля Валлота. Позднее открыл архитектурное бюро вместе с Отто Шпальдингом, функционировавшее в 1896—1903 годах. Позднее Альфред Гренандер принял приглашение на работу в образовательное учреждение при Берлинском музее прикладного искусства. 
Альфред Гренандер — автор проектов около 70 наземных и подземных железнодорожных станций в Берлине.